# Сату Ноу (Липанешти)
Ново село (рум. Satu Nou) насеље је у Румунији у округу Прахова у општини Липанешти. Oпштина се налази на надморској висини од 230 m.

## Становништво
Према подацима из 2002. године у насељу је живело 134 становника, од којих су сви румунске националности.